# Alpen-Breitschötchen
Das Alpen-Breitschötchen (Braya alpina), auch als Alpenschotenkresse bekannt, ist eine Pflanzenart aus der Gattung Breitschötchen (Braya) innerhalb der Familie der Kreuzblütler (Brassicaceae). Dieser Endemit ist eine bemerkenswerte botanische Rarität im Ostalpenraum; einer der wenigen Fundorte in Österreich ist das Sonderschutzgebiet „Gamsgrube“ oberhalb des Pasterzengletscherweges am Großglockner.

## Beschreibung

### Vegetative Merkmale
Das Alpen-Breitschötchen wächst als ausdauernde krautige Pflanze und erreicht Wuchshöhen von 5 bis 10, selten bis zu 15 Zentimetern. Die Stängel sind aufrecht oder aufsteigend und haben eine Blattrosette. Der einfache oder im oberen Teil verzweigte Stängel ist purpurfarben überlaufen und mit zwei- bis dreigabeligen Haaren (Trichome) besetzt.
Die Laubblätter der Blattrosette sind schmal-spatelförmig bis fast linealisch und sind in einen ziemlich langen, durch abstehende Borstenhaare bewimperten Stiel verschmälert. Sie sind ganzrandig oder spärlich undeutlich gezähnt. Sie sind kahl oder spärlich mit angedrückten zweigabeligen, seltener dreigabeligen Haaren besetzt. Die Stängelblätter sind lineal und sitzend.

### Generative Merkmale
Die Blütezeit liegt im Juni bis Juli. Der traubige Blütenstand enthält nur wenige Blüten. Die behaarte Blütenstiel ist 1,5 bis 2 Millimeter lang.
Die zwittrigen Blüten sind vierzählig und besitzen eine doppelte Blütenhülle. Die Kelchblätter sind bei einer Länge von 2 bis 2,5 Millimetern eiförmig-länglich, locker behaart oder kahl, grün mit weißem Hautrand oder rotviolett überlaufen. Die vier Kronblätter sind 3 bis 4 Millimeter lang und weiß, manchmal blasslila, beim Trocknen färben sie sich violett. Die längeren Staubblätter sind 2,5 Millimeter lang.
Der aufrechte Fruchtstiele ist 3,5 bis 4 Millimeter lang und etwas höckerig. Die Schote ist bei einer Länge von 5 bis 11 Millimetern sowie einer Breite von 1,5 Millimetern 5- bis 7-mal so lang wie breit. Der Griffel ist 0,2 bis 0,3 Millimeter lang. Die hellbraunen und glatten Samen sind bei einer Länge von etwa 1,2 Millimetern rundlich.eiförmig.
Die Chromosomenzahl beträgt 2n = 32.

## Etymologie und Forschungsgeschichte
Die Gattung Braya wurde 1815 mit der Erstbeschreibung ihrer Typusart Braya alpina durch Kaspar Maria von Sternberg und David Heinrich Hoppe aufgestellt. Der Gattungsname Braya ehrt den damaligen Präsidenten der Regensburgischen Botanischen Gesellschaft Franz Gabriel von Bray. Als besonderes Fundgebiet wird dort bereits die Gamsgrube im Glocknergebiet erwähnt.
Durch einen 1827 nachträglich von Hoppe verfassten Bericht ist die Entdeckungsgeschichte des Alpen-Breitschötchens ungewöhnlich detailliert dokumentiert. Hoppe hatte am 8. Juli 1813 in der Umgebung von Heiligenblut am Großglockner Pflanzen gesammelt und war am folgenden Tag damit beschäftigt seine Ausbeute zu präparieren, als er vom Heiligenbluter Wirt Pichler eingeladen wurde, in das Gebiet der Pasterze aufzusteigen. Er entschied sich spontan, die günstige Gelegenheit zu nutzen, mit einem ortskundigen und erfahrenen Einheimischen in die damals noch kaum erschlossene oder gar wissenschaftlich erkundete Hochgebirgsregion aufzusteigen. Pichler wollte die dort befindlichen Hochalmen auf ausreichende Vegetation für einen Almauftrieb überprüfen und führte Hoppe in das Gebiet der Gamsgrube. Es dauerte nicht lange, bis der erfahrene Botaniker Hoppe dort auf die isoliert stehende Pflanze aufmerksam wurde („was bist denn du für ein Geschöpf“). Hoppe war sich im Klaren darüber, sowohl, dass er eine bislang unbekannte Pflanze entdeckt hatte, als auch, dass er mit den damaligen Transportmöglichkeiten kaum eine Chance hatte, ein lebendes Exemplar zu bergen. Er entnahm deshalb nur wenige Belegexemplare für seine botanische Sammlung und markierte die Fundstelle mit aufgeschlichteten Steinen, in der Hoffnung, später zurückzukommen und einige Pflanzen mit bereits reifen Samen zur Nachzucht bergen zu können. Dieses umsichtige Vorhaben gelang ihm allerdings erst ein Jahr später.

## Standort
Das Alpen-Breitschötchen ist ein Rohbodenpionier, es bevorzugt Feinschuttböden und sandige Moränen über Kalk-Glimmerschiefern, wie sie die „Flugsanddünen“ der Gamsgrube bieten. Da das Betreten der Gamsgrube verboten ist, bekommen diese Rarität nur wenige zu Gesicht. Das Alpen-Breitschötchen ist eine Charakterart des Leontodontetum montani aus dem Verband Thlaspeion rotundifolii. Es kommt in Höhenlagen von 2000 bis 3000 Metern.